# Robert Linderholm
| Entdeckte Asteroiden: 25 | Entdeckte Asteroiden: 25 | Entdeckte Asteroiden: 25 |
| ------------------------ | ------------------------ | ------------------------ |
| Nummer und Name          | Entdeckungsdatum         |                          |
| (10195) Nebraska         | 13. September 1996       |                          |
| (10392) Brace            | 11. September 1997       |                          |
| (11726) Edgerton         | 1. Mai 1998              |                          |
| (14969) Willacather      | 28. August 1997          |                          |
| (16750) Marisandoz       | 18. August 1996          |                          |
| (19294) Weymouth         | 6. August 1996           |                          |
| (19407) Standing Bear    | 25. März 1998            |                          |
| (24918) Tedkooser        | 10. März 1997            |                          |
| (49109) Agnesraab        | 18. September 1998       |                          |
| (66846) Franklederer     | 6. November 1999         |                          |

Robert Linderholm (* 19. Oktober 1933 in Seward; † 6. Juli 2013 in Cambridge) war ein US-amerikanischer Amateurastronom und Asteroidenentdecker.
Er benutzte ein 25-cm-Teleskop an seinem privaten Lime Creek Observatorium (IAU-Code 721) in Cambridge in Nebraska.
Zwischen 1996 und 2001 entdeckte er insgesamt 26 Asteroiden, von denen bis heute (Stand: Mai 2011) zehn einen eigenen Namen erhielten.